# Austrocallerya australis
Austrocallerya australis là một loài thực vật có hoa trong họ Đậu. Loài này được Stephan Ladislaus Endlicher mô tả khoa học đầu tiên năm 1833 dưới danh pháp Pterocarpus australis. Năm 2019, James A. Compton và Brian D. Schrire thiết lập chi Austrocallerya và chuyển nó sang như là loài điển hình của chi này.

## Mẫu định danh
F.Bauer s.n.., W0046224 (Bảo tàng Lịch sử Tự nhiên Viên (W), lectotype); W0046223 (W, isolectotype); W0046225 (W, isolectotype); Norfolk Island, Bauer Hb. Brown K000880984 (Vườn Thực vật Hoàng gia tại Kew (K), isolectotype).

## Phân bố
Loài này được tìm thấy tại quần đảo Cook, New Caledonia, New Guinea, Australia (New South Wales, đảo Norfolk, Queensland), quần đảo Solomon, quần đảo Tuamotu, quần đảo Tubuai. Là loài dây leo rừng mưa trong các bụi cây trên các sườn đồi núi ở cao độ 300-1.600 m.

## Mô tả
Lá bắc hoa 2–4 × 0,5–1 mm; bề mặt quả đậu có gân mịn và nông; hạt màu da cam-nâu.